# Anatol Mîrzenco
Anatol Mîrzenco (n. 29 iunie 1959, Chișinău), este un interpret, compozitor de muzică ușoară, textier, cantautor și actor din Republica Moldova. Este Artist Emerit al Republicii Moldova din 2009 și Artist al Poporului din 2014.

## Copilărie și adolescență
S-a născut în orașul Chișinău într-o familie de învățători, Victor Mîrzenco și Sofia Mîrzenco (Ciobanu). Copilăria și-a petrecut-o în satele Condrița, Scoreni, Tătărăști și orășelul Strășeni. La vârsta de opt ani părinții îl înscriu la școala de muzică din Strășeni. Ulterior, învață chitara de sine stătător. În 1976 intră la școala profesională tehnică nr. 1 din Chișinău, unde învață meseria de sudor electric. Este invitat în formația vocal-instrumentală a școlii (bas chitară-vocal).

## Carieră muzicală
În 1980-1981 este invitat de conducătorul casei de cultură Strășeni în formația vocal-instrumentală a raionului. Tot în 1980 apare primul său cântec, intitulat „Reîntoarcere”, care în scurt timp devine unul din cele mai populare și solicitate cântece din perioada anilor 1980-1986.
În 1981-1984 este angajat în calitate de contrabasist în taraful Casei de Cultură din Strășeni. Împreună cu Tudor Ungureanu, formează în 1985 ansamblul etnofolcloric „Ștefan-Vodă”. În anul următor formează propria trupă, în colaborare cu fratele său  Vasile Mîrzenco (chitară). În septembrie 2011, este invitat la München de compozitorului german Ralph Siegel, producătorul trupei Dschinghis Khan, și textierul italian Mauro Balestri, pentru înregistrarea piesei Il ballo di maratona (Siga-Siga) la studioul Jupiter-Records.

### Albume lansate
Anatol Mîrzenco a lansat următoarele albume:
- Eu sînt logodnicul durerii
- Primiți-mă așa cum sînt
- Lacrimi de bărbat
- Aștept să-mi spui
- De dragoste și dor
- M-am îndrăgostit
- Am venit cu lăutarii
- Azi cu toți să ne petrecem
- Cînd o să mă întorc acasă
- Il ballo di Maratona

## Filmografie
- Milika (2015)
- Tunete (2018)
- Lapte de pasăre (2019)

## Premii
- „Microfonul de aur” (2003, Republica Moldova)
- „Potcoava de aur” (2008, Republica Moldova)
- Festivalul „Dan Spătaru” din Medgidia (2010, România)
- Festivalul Internațional Dorohoi (2016, România)
- Luncavița (2016, România)
- „Firicel de busuioc” (2019, Republica Moldova)